# Magnetska kontrola
Magnetska kontrola kvalitete (kratica: MK) je metoda kontrole bez razaranja, koja se koristi za otkrivanje površinskih i podpovršinskih grešaka (približno do dubine 6 mm) kod feromagnetičnih materijala. Zasniva se na principu magnetske indukcije. Oko vodiča kroz koji prolazi električna struja (magnetski jaram, magnetske elektrode) stvara se magnetsko polje (istosmjerne ili izmjenične struje), čije silnice, po pravilu desne ruke, prolaze između ostaloga i kroz feromagnetični materijal koji se ispituje, odnosno koji je u dodiru s magnetskim jarmom ili magnetskim elektrodama. Da bi se otkrila pukotina potrebno je da smjer silnica magnetskog polja bude što više okomito na pukotinu. Pospu li se magnetske čestice (suhe sitne čestice ili čestice pomješane s vodom) po površini ispitivanog materijala, ako postoji pukotina okomito na smjer prolaska silnica magnetskog polja, sitne čestice će se okupiti oko pukotine. Ova je metoda kontrole kvalitete jeftina i brza, ali ima ograničenje s obzirom na ne feromagnetične materijale, greške duboko ispod površine, te nemogućnost određivanja dubine pukotine koja je otkrivena kod feromagnetičnih materijala.
Električna struja (vrtložne struje) se stvaraju u električni provodnom materijalu promjenom magnetnog polja, nakon čega se mjeri jačina vrtložnih struja. Greške (defekti) u materijalu uzrokuju prekide u toku vrtložnih struja. Glavni nedostatak ove metode je nemogućnost određivanja dimenzija pogrešaka, otkrivanje pogrešaka tipa pukotina, zarez i veći uključci maksimalno do dubine 6 mm i ispitivanja se mogu izvoditi samo na feromagnetičnim materijalima.

## Metode magnetske kontrole
Postoji više metoda magnetske kontrole i to: mokri način nanošenja magnetnih čestica, suhi način nanošenja magnetnih čestica, magnetizacija istosmjernom strujom, magnetizacija izmjeničnom strujom, kružna magnetizacija, uzdužna magnetizacija. Od kvalitete magnetnog praha i emulzije ovisi u velikoj mjeri i otkrivanje grešaka. Prah treba imati sljedeća svojstva: magnetne osobine, veličina čestica, oblik čestica, tekućina za emulziju, sadržaj praha u emulziji, utjecaj magnetskog polja.

### Mokri način nanošenja magnetnih čestica
Ispitni uzorak se prska tekućom mješavinom magnetnih čestica s mineralnim uljem (ili se uroni u kupku s ovom mješavinom). Magnetne čestice koje su pomješane s mineralnim uljem su vrlo fino raspršene. U mnogim slučajevima koristi se fluorescentni materijali, kako bi se jače istakle magnetne silnice i čestice na mjestu greške. Za to je potrebno imati izvor svjetlosti iz dijela tamnog spektra, koji je vrlo blizak valnim duljinama ultraljubičastog zračenja. Najbolji rezultati postižu se s izvorom svjetla valne duljine 365 nm. Mokri način nanošenja magnetnih čestica je pogodan za ispitivanje manjih uzoraka jer neće doći do rasipanja praha i ispitivani uzorci se mogu uroniti u kupku.

### Suhi način nanošenja magnetnih čestica
Kod ove metode preko ispitnog uzorka nanosi se magnetni prah većeg zrna nego kod mokrog načina nanošenja magnetnih čestica. Ova metoda je dosta osjetljivija za pronalaženje grešaka ispod površine materijala. Suhi način nanošenja magnetnih čestica se upotrebljava kod većine vrsta prenosivih uređaja za ispitivanje. Prenosivi uređaji koriste električnu struju od 300 do 6000 A, a naponi su između 4 i 18 V. Prah je obojen da bi se dobio bolji kontrast. Zbog maksimalne osjetljivosti na duboke greške ispod površine, ova se metoda primjenjuje za ispitivanje zavarenih spojeva.

### Magnetizacija istosmjernom strujom
Magnetizacija istosmjernom strujom obično se provodi stalnim (permanentnim) magnetima. Priključuju se oba magnetska pola prirodnog stalnog magneta na dio ispitivanog uzorka ili objekta. Na tom dijelu uzorka između magnetskih polova stvara se magnetsko polje, u kojem se otkrivaju greške pomoću magnetskih čestica. Veći objekti ispituju se tako da se magnetski jaram premješta svaki put za duljinu razmaka magnetskih polova.

### Magnetizacija izmjeničnom strujom
Magnetizacija izmjeničnom strujom ili elektromagnetima može biti kružna ili uzdužna. Uzdužna magnetizacija sastoji se u tome da kroz uzorak prolazi magnetsko polje stvoreno izvana. Kružna magnetizacija je ona u kojoj su magnetske silnice prolaskom električne struje stvorene u unutrašnjosti samog ispitivanog komada. Silnice stvaraju zatvorene krugove bez stvaranja magnetskih polova.

### Neizravna magnetizacija
Ovom metodom elektromagnetsko polje stvara se na ispitivanom uzorku preko dvije elektrode. Elektrode ograničavaju područje koje se ispituje. Upotrebljavaju se samo niži električni naponi zbog lošijeg kontakta na krajevima elektroda (može nastati električni luk popraćen lokalnim pregrijavanjem) i ako elektroda slučajno sklizne s ispitivane površine može se ozlijediti operater.

### Magnetizacija izravnim prolaskom struje
Magnetizacija izravnim prolaskom struje provodi se tako da se na ispitni uzorak dovede električna struja. Prolaskom struje kroz uzorak stvara se magnetsko polje. Greške u materijalu koje su oko okomite na magnetske silnice bit će najjasnije vidljivi, dok će greške pod kutom biti nešto manje vidljive (ovisno o kutu), a greške u smjeru silnica neće biti vidljive. Ova metoda pogodna je za ispitivanje dugih komada (cijevi, dugi profile, šipke) i kod masovne proizvodnje uređaji za ispitivanje su nepokretni.